# Ариарский, Марк Ариевич
Марк А́риевич Ариа́рский (25 января 1928, Минск, Белорусская ССР, СССР — 20 ноября 2018, Санкт-Петербург, Россия) — советский и российский культуролог, педагог, основатель научной школы педагогической (прикладной) культурологии, член-корреспондент Российской академии образования (2008).

## Биография
Родился в семье актёра Ария Ариарского (Ария Феликсовича Перцеля), совмещавшего театральное и эстрадное творчество с управленческой деятельностью в сфере культуры в ЦК Союза работников искусств (РАБИС); мать умерла при родах. В Минске окончил 5 классов, во время Второй Мировой войны был эвакуирован в Омск и с 13 лет начал профессиональную деятельность помощником режиссёра омского ТЮЗа. Осенью 1946 года поступил на философский факультет Ленинградского государственного университета, одновременно с 1948 года начал преподавательскую деятельность как учитель истории и обществоведения, с 1949 года работал в сфере среднего профессионального образования.
В 1975 году по приглашению ректора Ленинградского государственного института культуры им. Н. К. Крупской Е. Я. Зазерского пришёл работать на кафедру культурно-просветительной работы, в 1985 году возглавил её и по 2012 год оставался её неизменным заведующим. В 1977 году защитил кандидатскую диссертацию «Клуб в системе формирования общественно-политического опыта будущих рабочих», в 2000 году защитил докторскую диссертацию «Прикладная культурология как область научного знания и социальной практики».
За почти 70 лет научно-педагогической деятельности опубликовал около 380 работ, под его руководством защитили свои диссертации около 130 аспирантов и докторантов.

## Общественная деятельность и взгляды
В 1960-е годы, работая старшим научным сотрудником ВНИИ профтехобразования, Ариарский разработал и внедрил комплексную программу подготовки и воспитания молодых рабочих, соединявшую профессиональное обучение и общее среднее образование. Так был создан новый тип учебного заведения — профтехучилище со средним образованием. Творческое содружество Ариарского с видными учёными Ленинграда/Санкт-Петербурга — Э. В. Соколовым, В. Л. Дранковым, М. С. Каганом, П. И. Хейфец — наложило отпечаток на его научных воззрениях.
В своих выступлениях осуждал подход коллективизма как метода преподавания, резко осуждал проявления сталинизма в обществе.

## Награды и звания
Заслуженный работник культуры Российской Федерации (1996), Заслуженный работник культуры Республики Таджикистан; почётный профессор Московского, Казанского университетов культуры и искусств. За многолетнюю плодотворную просветительскую деятельность, разработку нового культурологического направления в образовании и науке награждён премией Правительства Санкт-Петербурга (2004). За заслуги в области культуры и искусства, многолетнюю плодотворную работу награждён Орденом Дружбы (2005).

## Основные сочинения
- Ариарский М. А. Прикладная культурология как область научного знания и социальной практики / М. А. Ариарский ; СПбГУКИ, Ассоц. музеев России. — Санкт-Петербург : Анатолия : Ассоц. музеев России : СПбГУКИ, 1999. — 530 с. — ISBN 5-7452-0034-0
- Ариарский М. А. Прикладная культурология / М. А. Ариарский ; С.-Петерб. гос. ун-т культуры и искусств, Ассоц. музеев России. — 2-е изд., испр. и доп. — СПб.: ЭГО, 2001. — 287 с. — ISBN 5-8276-0063-6.
- Ариарский М. А. Педагогическая культурология : в 2 т. / М. А. Ариарский. — СПб.: Концерт, 2012. — Т. 1 : Методология и методика постижения культуры. — Санкт-Петербург : Концерт, 2012. — 399 с. — ISBN 978-5-9902180-3-1; Т. 2 : Т. 2 : Социально-культурная деятельность и технологии её организации. — Санкт-Петербург : Концерт, 2012. — 447 с. — ISBN 978-5-9902180-4-8.